# Romhány
Romhány är en ort i Ungern. Den ligger i provinsen Nógrád, i den nordvästra delen av landet, 50 km norr om huvudstaden Budapest. Romhány ligger 167 meter över havet och antalet invånare är 2 421.
Terrängen runt Romhány är huvudsakligen platt, men söderut är den kuperad. Romhány ligger nere i en dal. Runt Romhány är det ganska tätbefolkat, med 58 invånare per kvadratkilometer. Närmaste större samhälle är Balassagyarmat, 16,5 km norr om Romhány. Omgivningarna runt Romhány är en mosaik av jordbruksmark och naturlig växtlighet.